# Zahrádka (Rožmitál na Šumavě)
Zahrádka je místní část a katastrální území obce Rožmitál na Šumavě v okrese Český Krumlov. Skládá se ze dvou bývalých vsí, jež byly v minulosti samostatnými obcemi, a to vlastní Zahrádky (dříve Haag) a Vyšších Hodonic/Hodenic (dříve Hodonitz). Obě dřívější vsi se rozkládají po obou stranách silnice III/1572 (Kaplice – Omlenička – Silniční Domky – Záhořánky – Přídolí – Drahoslavice – Český Krumlov), a to v nejvyšším bodě této silnice (cca 870 metrů nad mořem).

## Přírodní poměry
Zahrádka i Vyšší Hodenice se rozkládají na jihozápadních svazích masívu Polušky, což je převážně neobydlená a zalesněná krajina s občasnými pasekami rozkládající se mezi městy Český Krumlov a Kaplice. Z rozsáhlých lesních komplexů s různorodou věkovou strukturou i druhovým zastoupením dřevin vystupují nejvýše Poluška (920 m n. m.) a blízká Kraví hora (910 m n. m.). Z osady Zahrádka lze za velmi jasného počasí spatřit majestátní štíty Alp (tento úkaz je meteorologickým varováním, neboť do dvou dnů zpravidla následuje zásadní změna počasí). Severovýchodní část katastrálního území Zahrádka náleží přírodnímu parku Poluška, jenž byl zřízen Okresním úřadem Český Krumlov k 1. říjnu 1999. Na lesní porosty navazují v níže položených obydlených místech roztroušená podhorská políčka, pastviny a louky, využívané například rodinnou ekofarmou Alpská chalupa. Přes Zahrádku prochází turistická modře značená cesta z Českého Krumlova do Rožmberka nad Vltavou, žlutá trasa z Omleničky a cyklotrasa č. 1200. Velmi působivý je příjezd nebo příchod po modré trase přes Rožmitál na Šumavě, který se před návštěvníkem majestátně rozkládá na svahu Jeleního vrchu, a dále vzhůru na sever údolím Močeradského potoka až do osady Zahrádka.

## Historie
Hodenice byly na počátku své historie součástí rožmberského panství, neboť již v roce 1281 jsou jmenovány mezi dalšími vesnicemi, které pan Oldřich z Rožmberka daroval vyšebrodskému klášteru. Klášterním řeholníkům tato příliš vzdálená držba asi nevyhovovala, proto ji v roce 1387 vyměnili s jistým vladykou Mišíkem (který se pak tituloval Mišík z Hodenic) za jiné zboží. Vladyka si však Hodenic dlouho neužil, protože už v roce 1393 zemřel, patrně bez potomků, protože ves se pak vrátila do poddanství kláštera. Její význam potom vzrostl a stala se správním střediskem okolních držav vyšebrodského kláštera, protože v 16. století v ní sídlil rychtář spravující i vesnice Haag (Zahrádku), Horní Pláně, Chudějov, Michničky, Nebřehov, Oppach (Přední Kruhovou), Pšenici, Putschögelhof (Krakovici), Rojov, Sedlici, Sviní Hlavy (Svinihlavy), Šimákův Dvůr, Třešňovice, Wuschrat a dokonce i Přídolí, tj. jednu z nejstarších a největších obcí ve zdejším regionu. Rychta je zde podle tzv. urbářů doložena v letech 1530, 1592, 1613 a teprve v roce 1643 byla přenesena do Oppachu. Příčinou tohoto vzestupu Hodenic nebyl zřejmě územní rozmach osady, která podle berní ruly krátce po třicetileté válce čítala pouze dva sedláky (přičemž například v Krakovici sídlil sedlák jeden, v Chudějově pět, v Michničkách a Nebřehově tři, v Přední Kruhové čtyři a v Zahrádce dva a k tomu tři chalupníci), ale skutečnost, že zde po několik generací žil rod výjimečně schopných mužů, jehož členům vyšebrodští mniši svěřili správu rozsáhlých držav – celkem 16 vsí a samot.
Třicetiletá válka a následné epidemie moru byly příčinou zkázy třetiny českých sídel, mezi nimiž byly i Hodenice. Berní rula v roce 1718 zde již nenalézá ani jednoho sedláka či chalupníka. V osiřelé vsi proto zřídil klášter hospodářský dvůr. Za vlády Marie Terezie došlo k novému rozkvětu vsi, ale také ke změně farní příslušnosti Hodenic, které do té doby patřily do farnosti Rožmitál. Po zřízení biskupství v Českých Budějovicích však byly nově uspořádány farní obvody a Hodenice (spolu s Chudějovem, Krakovicí, Vracovem a Wuschratem) se dostaly pod farní kostel v Omleničce. V matrice tamní fary se k datu 27. 12. 1786 uvádí, že v Hodenicích byla tři čísla popisná (která však mohl mít třeba jen jeden velký stavební objekt hospodářského dvora) a bydlelo v nich 30 duší (lidí). Někdy v tomto období byl k názvu vsi přidán přívlastek Vyšší, aby se odlišil od stejnojmenné vsi Hodonice ležící v údolí Malše u Malont (Nižší Hodonice).
V roce 1788 byl hospodářský dvůr i s polnostmi rozdělen, patrně v důsledku hospodářských reforem císaře Josefa II., které zatížily vrchnostenské statky stejnými daněmi jako sedláky, takže řada statků byla rozparcelována. Při sčítání lidu v roce 1890 bylo zde zaznamenáno 10 domů a 44 obyvatel, tedy malý přírůstek, uvážíme-li, že obyvatelstvo Čech se za uplynulých sto let zdvojnásobilo. Podle živností tu bydleli: 1 revírník, 1 hajný, 3 sedláci a 5 chalupníků. Někdy v této době snad došlo i k administrativnímu splynutí Vyšších Hodenic s osadou Zahrádka, která osídlením předhonila svou bývalou rychtu, protože v roce 1890 tu napočítali 103 obyvatel v 1 myslivně, 2 mlýnech a 17 dalších staveních. V roce 1930, kdy byla Zahrádka samostatnou obcí, zahrnující Vyšší Hodenice a 6 dalších osad, bydlelo na jejím území 425 obyvatel národnosti německé, 8 národnosti české a 3 národnosti jiné.
Po druhé světové válce a vysídlení Němců z Československa se vsi Vyšší Hodenice i Zahrádka téměř úplně vylidnily. Jediným obydleným domem zůstal malý dvorec v severovýchodní části osady Vyšší Hodenice, který byl předán do majetku Jihočeských státních lesů, ostatní domy byly zbořeny a zemědělské pozemky v okolí osady z větší části zalesněny. Dvorec nadále sloužil nejprve jako hájovna, později jako obydlí rodiny kočího, jenž přibližoval dřevo v lese (z tohoto období se traduje označení dvorce jako Hájovna). Vzhledem k odlehlosti dvorce (dnešní silnice III/1572 tehdy v tomto úseku ještě neexistovala a spojení do „civilizace“, tj. osady Omlenička, obstarávala jen prašná polní cesta, v zimě neudržovaná) se v polovině 60. let minulého století kočí i s rodinou z hájovny odstěhoval a objekt byl prodán pražské TJ Slavoj Vyšehrad, která zde zřídila – po razantní přestavbě budov dvorce – rekreační středisko s názvem Alpská chalupa (název převzaly i turistické mapy této části ČR v měřítku 1:50.000).
V 70. letech minulého století začala na základech bývalých domů v obou dřívějších osadách výstavba rekreačních chat a chalup, celkem vzniklo asi 15 nových objektů. Alpská chalupa se stala sídlem stejnojmenné ekofarmy chovající jezdecké a tažné koně.